# Ștefan Emilian
Ștefan Emilian (n. 8 august 1819, comuna Bonțida, Transilvania, Imperiul Austriac – d. 1899) a fost un arhitect român, profesor de Catedra de Geometrie descriptivă și perspectivă liniară a Universității din Iași.

## Biografie
A intrat ca bursier la Orfelinatul Terezianum din Sibiu, perioadă în care a purtat numele de Kertész. 
Apoi, între 1841 și 1845, a urmat cursurile Academiei Cezaro-Crăiești a Artelor Frumoase din Viena, de unde obține diploma de arhitect.
Concomitent, a urmat și cursurile Politehnicii din Viena devenind și inginer.
Deoarece a participat la Revoluția de la 1848, în urma represiunii, este urmărit și nevoit să se refugieze, împreună cu alți prieteni, în Țara Românească.
În 1850 se stabilește la Brașov. Aici, la solicitarea unei comisii conduse de protopopul Ioan Popazu, a realizat proiectul clădirii gimnaziului românesc din Brașov, școală cunoscută în prezent sub numele de Colegiul Național „Andrei Șaguna”. A fost, de asemenea, unul dintre primii profesori ai gimnaziului, predând disciplinele de desen și științe tehnice.
O altă realizare a sa o constituie proiectarea Fabricii de hârtie din Zărnești.
La Brașov l-a avut ca student pe Titu Maiorescu.
În anul 1858 s-a mutat la Iași, fiind numit profesor de desen și geometrie descriptivă la Academia Mihăileană, post pe care l-a ocupat până în anul 1860 când a fost înființată Universitatea din Iași. A fost, alături de Ioan Popp, Ștefan Micle și Emil Pop, unul din cei patru profesori ai secției de Științe Exacte a Universității ieșene la înființarea ei, ocupând între anii 1860 - 1892 postul de profesor la Catedra de Geometrie descriptivă și perspectivă liniară.
A mai fost și profesor la Școala Militară de Ofițeri și la Școala Tehnică.
În paralel a continuat activitatea de arhitect, sub supravegherea sa fiind renovat Palatul Calimachi (în prezent sediul principal al Universității de Medicină și Farmacie „Grigore T. Popa” din Iași), clădire achiziționată cu suma de 18.000 de galbeni de la Ruxandra Roznovanu și care a adăpostit Universitatea din Iași în primii săi ani de funcționare. Ștefan Emilian a ridicat planul topografic al orașului Botoșani și al clădirilor mai importante din oraș și a proiectat și realizat Institutul de Anatomie din Iași, Biserica lipovenească și Biserica „Sfântul Gheorghe” din cimitirul „Eternitatea”, precum și biserica din satul Bosia, județul Iași.

## Scrieri
- 1886: Curs practic de perspectivă liniară
- Curs de geometrie descriptivă
- 1886: Istoricul renașterii jocurilor noastre naționale.

## In memoriam
O stradă din Brașov, situată în apropierea Uzinei Rulmentul, poartă numele de Strada Ștefan Emilian.
Portretul său, realizat de Mișu Popp, se păstrează la Muzeul Astra din Sibiu.